# Conchyoptera unicolor
Conchyoptera unicolor är en insektsart som beskrevs av Victor Antoine Signoret 1860. Conchyoptera unicolor ingår i släktet Conchyoptera och familjen Tropiduchidae. Inga underarter finns listade i Catalogue of Life.